# Christine Jensen Burke

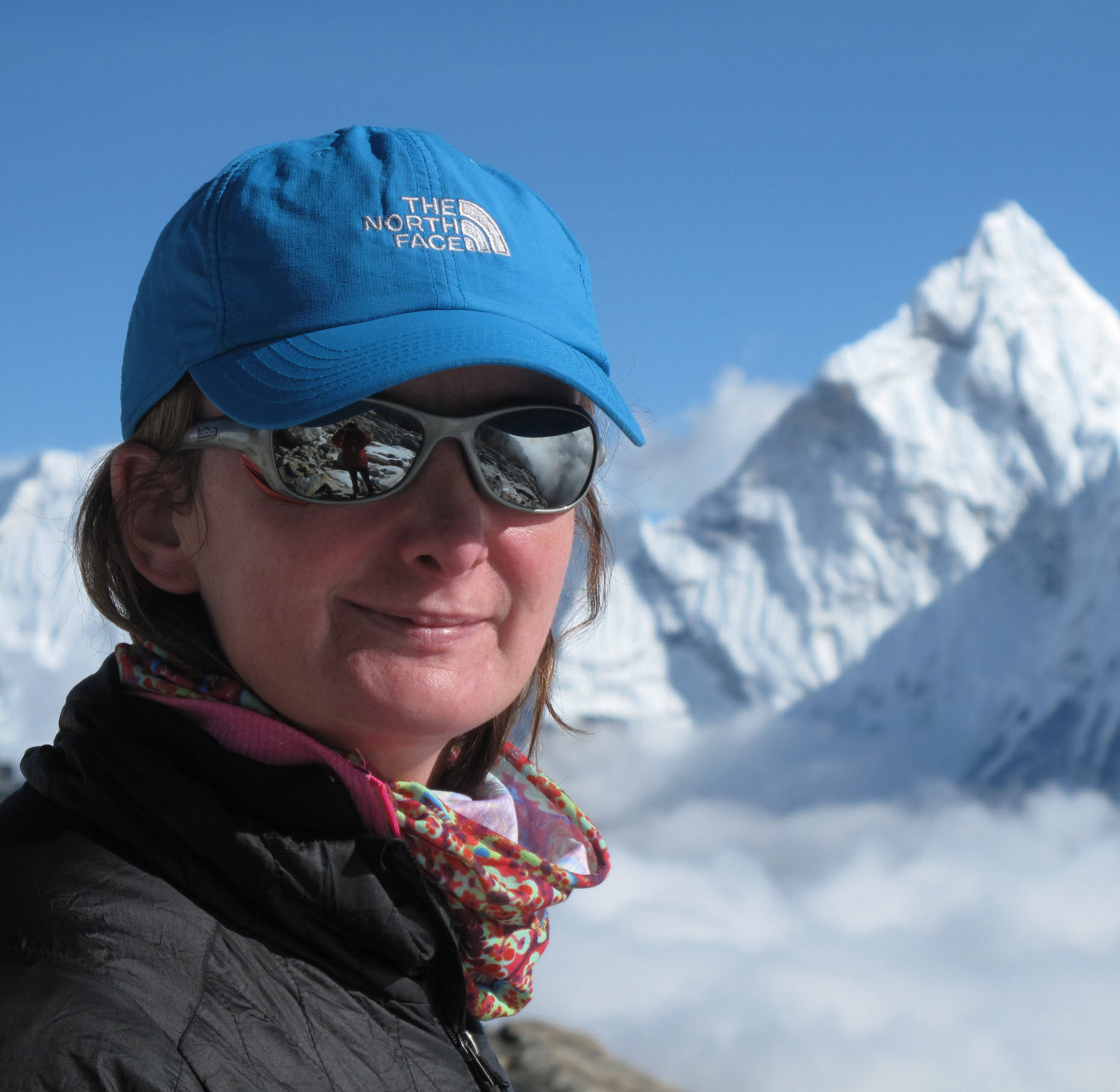

Christine Jensen Burke (geboren 1968 oder 1969 in Timaru, Neuseeland) ist eine neuseeländische Bergsteigerin und die erste Frau dieser Abstammung, der die Besteigung der Seven Summits gelang.

## Leben
Christine Jensen Burke, kurz Chris Burke, wuchs mit ihren Brüdern in Timaru auf und besuchte die dortige Girls High School, wo sie 1986 Schülersprecherin war. In den 1990er Jahren zog sie nach Australien, wo sie in Sydney als Juristin tätig ist.
Nachdem Burke bereits mehrere der höchsten Berge der jeweiligen Kontinente, darunter den Mount Everest, bestiegen hatte, widmete sie sich 2012 dem Elbrus. Nach einem gescheiterten Anlauf gelang ihr die Besteigung und somit die Erfüllung der Bass-Liste der Seven Summits. Neben dem Everest gelang ihr auch die Besteigung anderer Achttausender. 2014 stand sie als erste Frau ihrer Herkunft auf dem Gipfel des K2. Sie verfasste Artikel dieser Erfolge für das Journal des New Zealand Alpine Club.